# Nijal Pearson
Nijal Pearson (Beaumont, Texas, 21 de noviembre de 1997) es un baloncestista estadounidense que actualmente juega en el Rostock Seawolves de la Basketball Bundesliga de Alemania. Con 1,96 metros de estatura, juega en la posición de Alero.

## Trayectoria deportiva

### Universidad
Jugó cuatro temporadas con los Bobcats de la Universidad Estatal de Texas, en las que promedió 16,0 puntos, 5,6 rebotes, 2,2 asistencias y 1,3 robos de balón por partido. Fue incluido en el mejor quinteto de la Sun Belt Conference en sus dos últimas temporadas, siendo además elegido Jugador del Año de la conferencia en 2020.

#### Estadísticas
| Año     | Equipo      | PJ  | PT  | MPP  | %TC  | %3P  | %TL  | RPP | APP | ROB | TPP | PPP  |
| ------- | ----------- | --- | --- | ---- | ---- | ---- | ---- | --- | --- | --- | --- | ---- |
| 2016–17 | Texas State | 36  | 36  | 32.8 | .437 | .346 | .721 | 5.7 | 2.4 | 1.4 | .4  | 13.3 |
| 2017–18 | Texas State | 33  | 32  | 32.6 | .394 | .330 | .709 | 6.0 | 2.4 | 1.3 | .4  | 15.2 |
| 2018–19 | Texas State | 33  | 33  | 33.2 | .421 | .386 | .690 | 5.1 | 1.4 | 1.4 | .2  | 16.4 |
| 2019–20 | Texas State | 31  | 31  | 34.9 | .423 | .353 | .772 | 5.4 | 2.5 | 1.3 | .3  | 19.4 |
| Total   | Total       | 133 | 132 | 33.4 | .418 | .356 | .726 | 5.6 | 2.2 | 1.3 | .3  | 16.0 |

### Profesional
El 5 de mayo de 2020 firmó su primer contrato profesional con el Chorale Roanne Basket de la Pro A, el primer nivel del baloncesto francés.
El 27 de enero de 2021, decide de mutuo acuerdo el jugador y el club romper el contrato. Tres días más tarde, se compromete con el Namika Lahti de la Korisliiga.
En la temporada 2022-23, firma por el Rostock Seawolves de la ProA, la segunda división de Alemania.
El 31 de julio de 2023 fichó por el CSM Oradea de la Liga Națională rumana.
El 28 de septiembre de 2024 regresa al Rostock Seawolves, en esta ocasión en la Basketball Bundesliga, para una segunda etapa en el equipo.